# Henrik Harpestreng
Henrik Harpestreng (død 1244) var en dansk middelalderlæge. Man ved ikke meget andet om ham, end at han er død 1244 som Medicus et Canonicus Roschildensis, at han har været læge hos Kong Erik, formentlig Erik 4. Plovpenning og har nydt overordentlig stor anseelse som læge.
Hans ry er knyttet til de af ham forfattede lægebøger på dansk, hvoraf der foreligger forskellige mere eller mindre fuldstændige håndskrifter. Et sådant smukt pergamentshåndskrift findes i Det Kongelige Bibliotek og er udgivet af Christian Molbech (1826) under titlen Henrik Harpestrengs Danske Lægebog fra det trettende Aarhundrede. Skriftet indeholder dog ikke nogen egentlig lægebog, men en urtebog, en stenbog og en lille bog om kogekunsten. Derimod findes der i andre håndskrifter, både i Det Kongelige Bibliotek og i Stockholm, en virkelig lægebog, der omhandler de forskellige sygdomme og de midler, som skulle anvendes imod dem. Hans skrifter er oversættelser eller bearbejdelser af ældre latinske forfattere; Urtebogen er en gengivelse i prosa af digtet Macer floridus s. de virtutibus herbarum fra det 11. eller 12. århundrede, Stenbogen, der omhandler ædelstenenes helbredende kræfter er en gengivelse af digtet Lapidarius af den franske biskop Marbod.
I København ved Rigshospitalet findes Henrik Harpestrengsvej, som er opkaldt efter Harpestreng